# جهاز مضايقة صوتي
المُضايقات الصوتية والموانع الصوتية هي تقنيات مستخدمة لإبقاء الحيوانات وفي بعض الحالات البشر بعيدًا عن منطقة ما. تستخدم تطبيقات التكنولوجيا لإبعاد الثدييات البحرية عن مرافق تربية الأحياء المائية ولإبعاد الطيور عن مناطق معينة (على سبيل المثال، بالقرب من المطارات وحقول التوت). كما تم استخدام الأجهزة لإبعاد الثدييات البحرية عن شباك الصيد. تُعرف الأجهزة باسم أجهزة المُضايقة الصوتية (AHDs) وأجهزة الردع الصوتية، وهي أجهزة أصغر من الـAHDs، يُقصد بها أن تكون أداة توعية لتحذير الأنواع من وجود خطر بدلاً من استخدامها كأداة مانعة على مستوى أعلى بكثير.
في حين أنها أثبتت فعاليتها على المدى القصير، تميل الحيوانات إلى التكيف مع مرور الوقت ويمكن حتى أن تنجذب إلى الأصوات بمجرد اعتيادها على عدم وجود خطر حقيقي، ووجود قوت. وقد وجد أن أجهزة المُضايقة الصوتية التي تسبب الألم الفعلي تكون فعالة فقط على المدى الطويل. يمكن أن تتسبب الأجهزة في تلف السمع في الأنواع غير المستهدفة، ويفضل إجراء تغييرات في تصميم معدات الصيد وطرق الصيد وتصميم مزرعة الأسماك لتوفير حل دائم.

## تاريخ

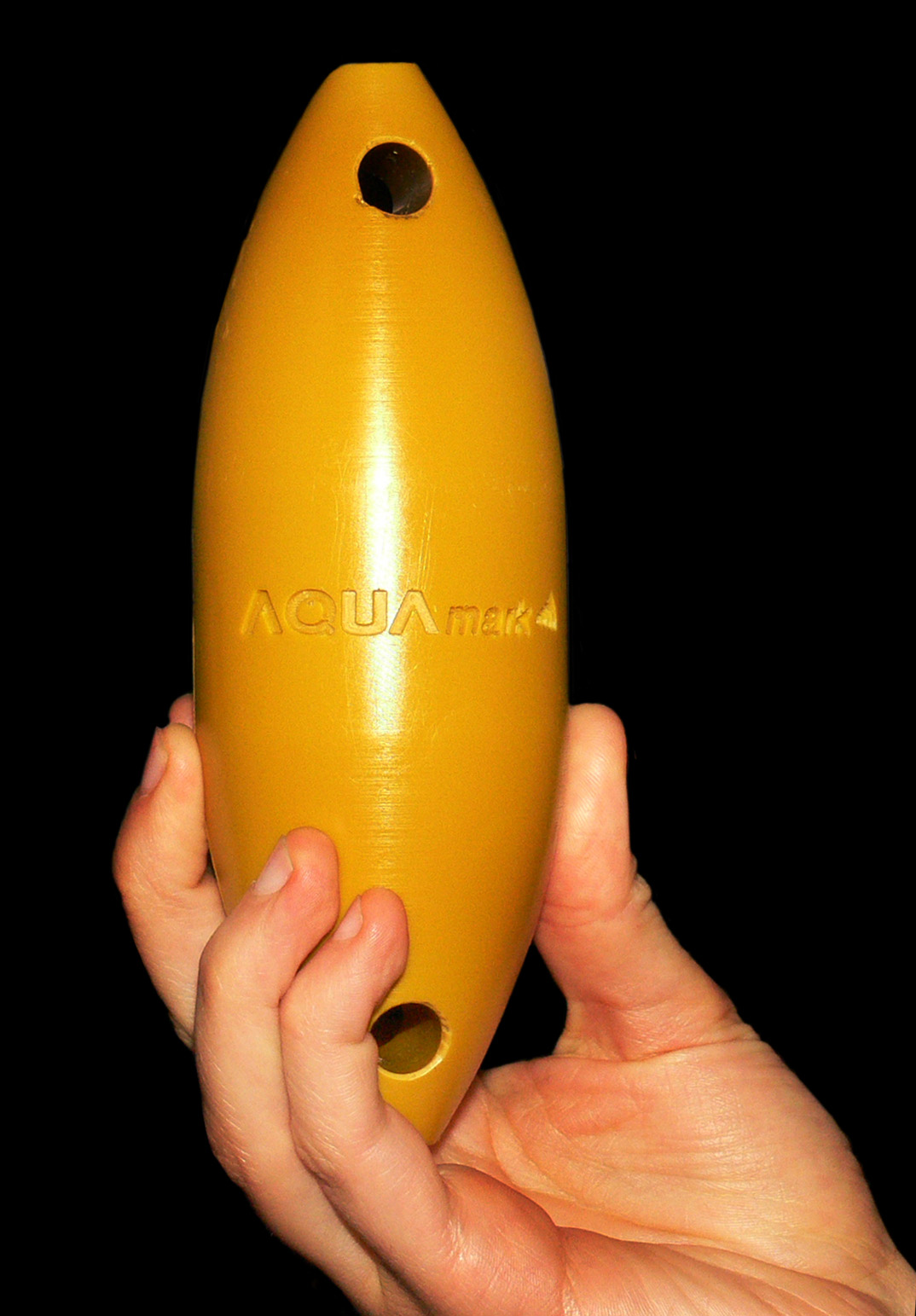
جهاز ضغط صوتي (سونار نشط يستخدم لصد الحيتان (بما في ذلك الدلافين وخنازير البحر) بعيدًا عن شباك الصيد

تضمنت أساليب المضايقة البدائية الألعاب النارية والرصاص المطاطي ومطاردة الحيوانات بالقوارب وخبط الأنابيب وقنابل الختم (الأجهزة الحارقة). كما تم استخدام الأجهزة التي تصدر ضوضاء عالية، بما في ذلك بث أصوات الحيتان القاتلة، وأجهزة (pingers)، والصفارات الصوتية. غالبًا ما تستخدم صرخات صاخبة تبث بين 12 و 17 كيلو هرتز. عادةً ما تبث أجهزة الردع الصوتية بالقرب من 10 كيلو هرتز وتستخدم حجمًا كبيرًا. تم قياس مستوى شدة أجهزة المضايقة الصوتية حتى (194 ديسيبل re 1uPa @ 1 م) ويمكن سماع الضوضاء حتى 50 كيلومترًا.

## التقييمات
لم يتم إجراء دراسات للتأثيرات طويلة المدى على البيئة البحرية، بما في ذلك الأضرار التي لحقت بالأنواع غير المستهدفة. نتائج الأجهزة مختلطة، وقد ثبت أنها غير فعالة في بعض الظروف، خاصة على المدى الطويل، في حين أن تحسينات التصميم مثل الأسوار الكهربائية لمنع الفقمات من التسلق إلى التسييج، وتعديل الترس لاستبعاد بعض الأنواع، والحفاظ على مزارع الأحياء المائية نظيفة من الأسماك الميتة غالبًا ما يكون فعّالاً في حل مشكلة إبعاد الأنواع المفترسة. تشير التقارير إلى أنه على عكس أجهزة المضايقة، كانت الأجهزة الرادعة فعالة للغاية في التعامل مع صيد الحيتان العرضي.
تُظهر الأبحاث الحديثة أن أجهزة الردع الصوتية التي تهدف إلى تخويف الفقمات لا تعمل، لكنها تخيف خنازير البحر.
هناك تقنية جديدة تسمى (startle technology) قيد التطوير حاليًا. تُظهر التجارب الأولية التي أجرتها جامعة سانت أندروز نتائج واعدة كبديل لأجهزة الردع الصوتية.

## استخدام الأجهزة الصوتية والأسلحة الصوتية على البشر

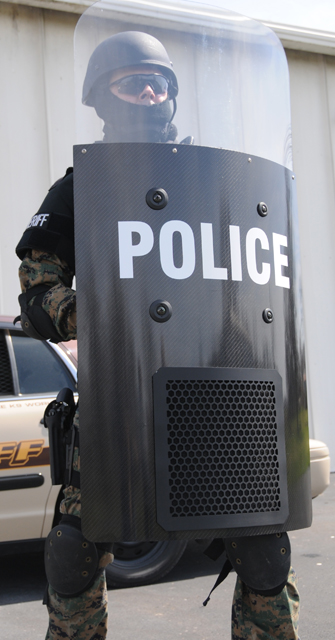
ضابط إنفاذ القانون يحمل (Hypershield)، وهو جهاز نداء صوتي يستخدم للسيطرة على الحشود والشغب

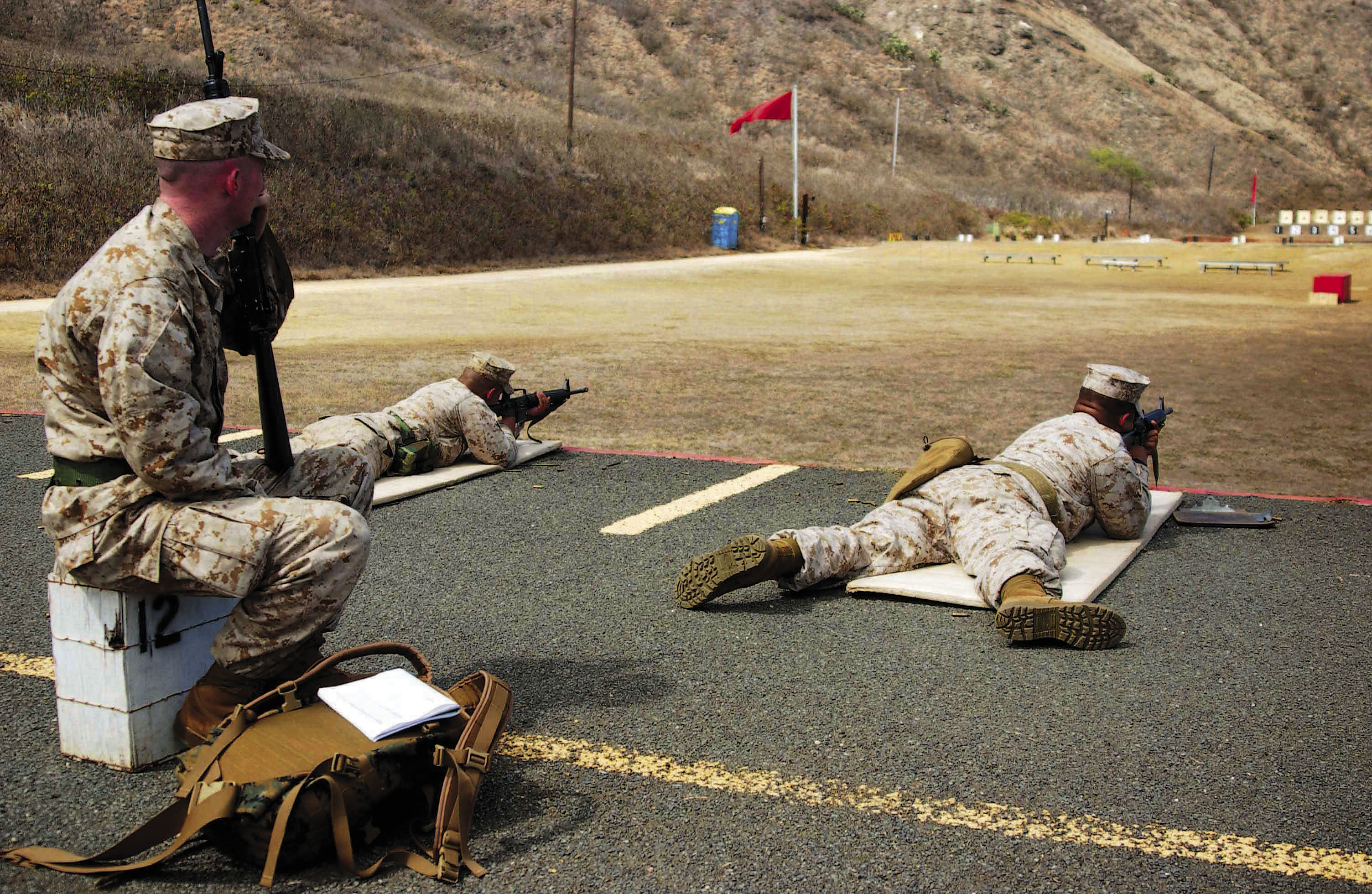
أحد استخدامات ، يتم نشرها لمنع الناس من دخول خطوط النار

اُسْتُخْدِمَت الأجهزة الصوتية لأغراض عسكرية، بما في ذلك الضغط على الأعداء، كوسيلة مساعدة في الاستجواب، وإنشاء «جدارتحت صوتي». استخدم الجيش البريطاني (Squawk Boxes) لإصدار ترددات فوق صوتية مسببة مضايقات مختلفة. استخدم الجيش الأمريكي أيضًا المضايقات الصوتية في حرب فيتنام وتم تصويرها بشكل مشهور في الفيلم الخيالي القيامة الآن (1979) حيث تهبط طائرات الهليكوبتر على العدو بمكبرات صوت عالية. بثت عملية الروح المتجولة أصواتًا يُزعم أنها لأموات الفيتكونغ. تشمل الأمثلة الأخرى نظام الصوت HPS-1 بفوة 350 واط الذي يمكن سماعه على بعد 2.5 ميلاً، واستخدم في سفارة الفاتيكان في بنما حيث لجأ الرئيس المخلوع مانويل نورييغا. في حصار واكو في واكو (تكساس)، تم بث موسيقى صاخبة.